# Violanthron
Violanthron (C.I. Vat Blue 20) ist ein chinoider polycyclischer aromatischer Kohlenwasserstoff. Die Verbindung gehört zu den Carbonylfarbstoffen und findet Verwendung als Küpenfarbstoff.

## Herstellung
Ausgehend von Benzanthron (1) erhält man unter basischen Bedingungen ein mesomeriestabilisiertes Anion (2), das in Gegenwart eines Oxidationsmittels spontan dimerisiert. Das Dimerisierungsprodukt (4) kann unter alkalischen Bedingungen und einer Temperatur von 180–225 °C zu Violanthron (5) cyclisieren.
Durch Nitrierung von Violanthron erhält man schwarze Küpenfarbstoffe, wobei die genaue Anzahl und Substitutionsstellen der Nitrogruppen nicht bekannt ist. Die Nitroverbindung kann zu dem entsprechenden Amin-Derivat, dem Farbstoff C.I. Vat Green 9, reduziert werden.